# Pedaliodes triquetra
Pedaliodes triquetra är en fjärilsart som beskrevs av Otto Thieme 1905. Pedaliodes triquetra ingår i släktet Pedaliodes och familjen praktfjärilar. Inga underarter finns listade i Catalogue of Life.